# Мілош Урбан
Мíлош Урбан (чеськ. Miloš Urban; 4 жовтня 1967, Соколов) – чеський письменник, перекладач та редактор.

## Біографія
Народився 4 жовтня 1967 року в Соколові, Карловарський край. Через роботу батьків частину дитинства провів у Лондоні. Після повернення закінчив гімназію у Карлових Варах (1982 – 1986), після цього навчався на філософському факультеті Карлового університету в Празі. 
У 1992 – 2000 роках працював у редакції видавництва Mladá fronta. З 2001 працює редактором у видавництві Argo. Проживає у Празі.

## Творчість
Написав низку романів, оповідань та новел, іноді вдаючися до псевдонімів Йозеф Урбан (з чеськ. Josef Urban) або Макс Унтервассер (з чеськ. Max Unterwasser). Тематика більшості романів Мілоша Урбана пов’язана з минулими епохами, історичні події яких слугують фоном для численних алюзій на сучасний світ і його політичний лад. 
Свій дебютний роман «Poslední tečka za rukopisy» письменник видав 1998 року під псевдонімом Йозеф Урбан. Найвідомішим твором Мілоша Урбана вважається роман «Sedmikostelí» виданий у 1999 році та визнаний шедевром сучасної літературної готики. Тематика жахів, містики та надприроднього присутня у багатьох творах автора, часто у поєднанні з детективним сюжетом.
Власні рецензії, роздуми та полеміки Урбан публікував у виданнях Literární noviny, Lidové noviny, Host та Divadelní noviny. Також автор написав близько 10 оповідань, опублікованих у періодиці (Hospodářské noviny, Host), видавництві Listen та на радіо (Český rozhlas Plzeň, Český rozhlas 3 - Vltava) . 

#### Перелік творів
- Poslední tečka za Rukopisy (1998) – під псевдонімом Йозеф Урбан
- Sedmikostelí (1999) – готичний роман
- Hastrman (2001) – роман. Нагорода Magnesia Litera за найкращу книгу року в категорії прози
- Paměti poslance parlamentu (2002) – роман
- Stín katedrály (2003) – детективний роман
- Trochu lásky (2003)
- Michaela (2004) – новела, видана під псевдонімом Макс Унтервассер
- Santiniho jazyk (2005) – роман
- Nože a růže (2005) – театральна постанова
- Pole a palisády (2006) – новела
- Mrtvý holky (2007) – збірка оповідань
- Lord Mord (2008) – роман
- Boletus arcanus (2011)
- Praga Piccola (2012)
- Přišla z moře (2014)
- Urbo Kune (2015)
- Závěrka (2017)
- Kar (2019)
- Továrna na maso (2022)

### Перекладацька діяльність
- Julian Barnes – Flaubertův papoušek (1996, премія Mladé fronty)
- Graham Masterton – Sběratel srdcí (1997, у співпраці з Мартіном Урбаном)
- Rose Tremaineová – Navrácená milost (1997, премія Obce překladatelů разом з дружиною Ленкою Урбан)
- Isaac Bashevis Singer – Korunka z peří (1998, в колективній співпраці)
- Chaim Potok – Na počátku (2001)
- Philip K. Dick – Mamlas z maloměsta (2018).

### Екранізації
Режисер Їржі Страх екранізував роман «Santiniho jazyk» у 2011 році для телебачення та планує фільмування твору Sedmikostelí. Ондржей Гавелка зфільмував Hastrman, який вийшов на екрани у квітні 2018 року. У серіалі Škoda lásky (2014) було екранізовано оповідання «Host u tabule» .

## Українські переклади
Українською мовою було перекладено три романи Мілоша Урбана: 
- Міхаела – 2012, Х., Фоліо. Переклала О. Липа.
- Водяник. Зелений роман – 2023, К., Наукова книга. Переклала Т. Савченко.
- Сім костелів. Готичний роман з Праги – 2025, К., Лабораторія. Переклав Р. Мокрик.